# Henry Herbert (3e comte de Carnarvon)
Pour les articles homonymes, voir Henry Herbert et Herbert.
Henry John George Herbert, 3e comte de Carnarvon, (8 juin 1800 - 10 décembre 1849), appelé Lord Porchester de 1811 à 1833, est un écrivain, voyageur et homme politique britannique.

## Biographie
Herbert est né à Londres, fils aîné de Henry Herbert (2e comte de Carnarvon) et d'Elizabeth Kitty Acland, fille de John Dyke Acland de Pixton Park à Somerset. Il fait ses études au Collège d'Eton et à Christ Church, Oxford.

## Carrière
En 1831, il est élu à la Chambre des communes pour Wootton Bassett en tant que conservateur, poste qu'il occupe jusqu'à l'année suivante, date à laquelle la circonscription est abolie par la Reforme parlementaire. En 1833, il succède à son père dans le comté et entre à la Chambre des lords. Il est élu membre de la Royal Society en 1841. Pendant la vie de Carnarvon, Charles Barry transforme le siège familial du Château de Highclere en un manoir victorien.

## Cricket
Herbert joue au cricket de première classe en 1822 lorsqu'il est inscrit dans un match, totalisant 1 point avec un score maximal de 1 et deux prises.

## Mariage et descendance
En 1830, Lord Carnarvon épouse Henrietta Anna Howard-Molyneux-Howard (décédée en 1876), fille aînée de Henry Howard-Molyneux-Howard (frère cadet de Bernard Howard (12e duc de Norfolk)), dont il a trois fils et deux filles:
- Henry Herbert (4e comte de Carnarvon) (1831-1890), homme politique conservateur de premier plan.
- Eveline Alicia Juliana Howard Herbert (1834-1906), qui épouse Isaac Wallop, 5e comte de Portsmouth. Son vitrail commémoratif est conservé à l'église Brushford de Somerset, près du manoir de son père à Pixton Park.
- Alan Percy Harty Molyneux Howard Herbert (1836-1907) [3] médecin récompensé par le gouvernement français en 1871 pour son service en tant que médecin pendant le siège de Paris lors de la guerre franco-prussienne. il est médecin responsable de l'hôpital de Hertford jusqu'en 1901 [4] Il hérite du domaine de Tetton (une ancienne propriété d'Acland) de son cousin germain Edward Henry Charles Herbert (1837-1870) [5] fils unique d'Edward Charles Hugh Herbert (1802-1852) de Tetton, député de Callington, deuxième fils de Henry Herbert, 2e comte de Carnarvon, époux de l'héritière Kitty Acland.
- Auberon Herbert (1838-1906), écrivain, théoricien, philosophe de l'Individualisme, député de Nottingham 1870-1874.
- Gwendolen Ondine Herbert (1842-1915), décédée célibataire[6],[7].

Il meurt à Pusey (Oxfordshire) en décembre 1849, à l'âge de 49 ans. Son fils aîné, Henry Herbert lui succède au comté.